# Золотарёв, Леонард Михайлович
Леонард Михайлович Золотарёв (24 июня 1935, Воронеж— 29 июня 2020, Орёл) — советский и российский прозаик, драматург, поэт, литературовед и переводчик. Член Союза писателей СССР (с 1973 года) и Союза журналистов России. Лауреат Всероссийской литературной премии «Вешние воды» (2018).

## Биография
Родился 24 июня 1935 года в Воронеже в рабочей семье.
С 1954 по 1959 год обучался на историческом факультете Курского государственного педагогического института. С 1959 года работал учителем истории и литературы в средних школах города Малоархангельска и сельских школах Малоархангельского района, в последующем занимался журналистской и литературной деятельностью: работал в курских газетах «Молодая гвардия» и «Курская правда», и в орловских газетах «Орловский комсомолец» и «Орловская правда». 
Член Союза писателей СССР с 1973 года и Союза журналистов России. Член и с 1986 по 1987 год —руководитель Орловской писательской организации Союза писателей СССР, дважды избирался делегатом съездов Союза писателей СССР. В 1973 году в издательстве «Современник» Золотарёвым был выпущен первый сборник рассказов «Берестяные песни». В последующем из под пера Золотарёва вышли книги повестей, романов и сборники стихов: «Костровый пояс» (1974), «Мёд из подснежников» (1978), «Перепелиное поле» (1980), «Шептун трава» (1982), «Кормильцы» (1985), «Глаголы» и «Берегиня» (1991), «Два пророка в своем отечестве» (1995), «Чистые пруды» (1997), «Липа вековая» (2002), «Троянова тропа» и «Остров любви» (2003), «Любящая Мария» и «Прометея» (2005). Так же Л. М. Золотарёв являлся автором таких детских книг как: «Синие страны» (1969), «Синие страны» (1971) и «Зелёные стрелы» (1973). Очерки и рассказы Золотарёва печатались в таких журналах и газетах как: «Молодая гвардия», «Наш современник», «Литературная Россия», «Учительская газета» и «Советская Россия». В 2001 году литературные произведения Л. М. Золотарёва были включены в хрестоматию для средних школ и вузов: «Писатели Орловского края. XX век».
Скончался 29 июня 2020 года в Орле на 86-м году жизни.

## Награды

### Премии
- Лауреат Всероссийской литературной премии «Вешние воды» — «за достойное продолжение высоких литературных традиций орловского края и просветительскую деятельность» (2004[6])

### Звания
- Почётный гражданин Малоархангельского района (2018[7])